# Ummanz

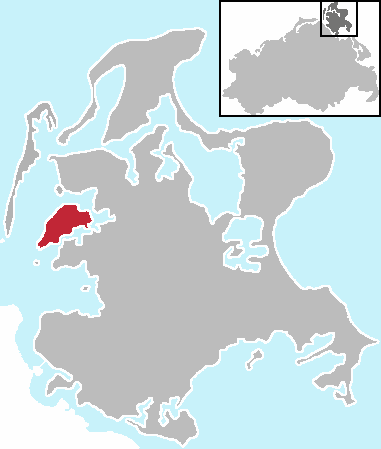
Ummanz läge nära Rügen

Ummanz är en tysk ö i Östersjön som ligger bredvid ön Rügen i förbundslandet Mecklenburg-Vorpommern.
Ummanz är ungefär 20 kvadratkilometer stor och efter Rügen den näst största ön i distriktet Rügen. Ön utgör en del av nationalparken Vorpommersche Boddenlandschaft. Ummanz består nästan uteslutande av slättland, den högsta toppen ligger bara 3 meter över havet. Sedan 1901 finns en 250 meter lång bro som sammanlänkar Ummanz med Rügen. Det största samhället på ön är byn Waase. Andra mindre orter på ön är Haide, Markow, Suhrendorf, Freesenort, Tankow och Wusse.
Ummanz ägdes från 1341 över flera århundraden av ett kloster i Stralsund.